# Charles Lomberg
Charles Georg Lomberg (Göteborg, 4 dicembre 1886 – Göteborg, 6 marzo 1966) è stato un multiplista svedese.
Nel 1912 prese parte ai Giochi olimpici di Stoccolma, dove vinse la medaglia d'argento nel decathlon e si classificò sedicesimo nel pentathlon e 17º nel salto in lungo.

## Palmarès
| Anno | Manifestazione  | Sede      | Evento         | Risultato | Prestazione | Note |
| ---- | --------------- | --------- | -------------- | --------- | ----------- | ---- |
| 1912 | Giochi olimpici | Stoccolma | Salto in lungo | 17º       | 6,62 m      |      |
| 1912 | Giochi olimpici | Stoccolma | Pentathlon     | 16º       | 1931,050 p. |      |
| 1912 | Giochi olimpici | Stoccolma | Decathlon      | Argento   | 7413,510 p. |      |